# Maria Raunio
Maria Raunio, född Saarinen 26 maj 1872 i Keuru, död 3 september 1911 i Astoria, Oregon, var en finländsk socialdemokratisk politiker och en av de första kvinnorna i den finländska riksdagen sedan allmän rösträtt och valbarhet för såväl kvinnor som män infördes 1906. Därmed var hon också en av de första kvinnliga parlamentarikerna i världen.
Som tonåring porträtterades hon som "Flicka i Keuru gamla kyrka" av den kände finländske konstnären Akseli Gallen-Kallela. Idag finns denna tavla att beskåda på Serlachius-museet i Mänttä i Marias hemtrakter. 
Marias yngste son Pauli (1903–2000) hamnade efter moderns död hos sin morbror i Stockholm 1912 och blev så småningom designer i den svenska konfektionsindustrin och far till Gerhard Raunio.